# Vigilance météorologique de Météo-France

Carte vigilance météorologique de Météo-France le 27 février 2010 à 19h30 lors de la tempête Xynthia

La vigilance météorologique de Météo-France est une procédure nationale d'information de la population, des pouvoirs publics, des services de la sécurité civile et des autorités sanitaires en cas de phénomènes météorologiques dangereux prévus par Météo-France. Elle attire l'attention de tous sur les dangers potentiels au niveau départemental d'une situation météorologique particulière et informe des conséquences possibles et des précautions spécifiques pour s'en protéger au mieux. Elle est mise en œuvre pour la première fois le 1er octobre 2001, à la suite des violentes tempêtes Lothar et Martin fin décembre 1999, par Météo-France en collaboration avec le ministère de l'Intérieur, le ministère de l'Équipement, des Transports, de l'Aménagement du territoire, du Tourisme et de la Mer, et le ministère de l'Écologie et du développement durable. Ce dispositif est encadré par une circulaire interministérielle faisant intervenir le ministère de l’Intérieur qui est chargé de l’alerte et le Ministère de la transition écologique et solidaire (MTES), chargé de la prévention des risques naturels et tutelle de Météo-France.

## Objectifs
Les objectifs poursuivis par Météo France sont :
1. de donner aux autorités publiques, aux échelons national, zonal et départemental, les moyens d'anticiper, par une annonce plus précoce, une crise majeure ;
2. de fournir aux préfets, aux maires et aux services opérationnels les outils de prévision et de suivi permettant de préparer et de gérer une telle crise ;
3. d'assurer simultanément l'information la plus large des médias et des populations en donnant à ces dernières les conseils ou consignes de comportement adaptés à la situation. Le support de la procédure d'appel est constitué par une « carte de vigilance » publiée quotidiennement par Météo-France pour la période des 24 heures à venir. Le niveau de vigilance nécessaire et indispensable vis-à-vis des conditions météorologiques à venir est présenté sous une échelle de quatre couleurs figurant en légende de la carte ci-après.

## Phénomènes pris en compte

### En France métropolitaine
Lors de sa création en 2001, la vigilance météorologique portait sur cinq paramètres :
- Vent violent
- Fortes précipitations
- Orages
- Neige-verglas
- Avalanches

La première carte de Vigilance a été publiée par Météo-France le 1er octobre 2001 à 16h,.
En 2004, à la suite de la canicule de 2003, les vigilances "Canicule" et "Grand froid" sont ajoutées au système en place.
En décembre 2007, la vigilance "Fortes précipitations" est renommée en "Pluie-inondation" dans le but d'intégrer la vigilance liée aux crues mise en place à l'origine par Vigicrues.
En novembre 2011, à la suite des submersions meurtrières des côtes charentaises et vendéennes par Xynthia le 28 février 2010, Météo-France, en partenariat avec le service hydrographique et océanographique de la Marine (SHOM) intègre à la vigilance les phénomènes côtiers, avec la vigilance "Vagues-submersion", liés notamment à la forte houle et la surcote causée par les ondes de tempête parfois combinées aux forts coefficients de marée. À la même date, un pictogramme "Inondation" est ajouté dans les phénomènes suivis : il intègre les seules données de Vigicrues par une correspondance géographique entre un tronçon de cours d'eau et le(s) département(s) touché(s).
En 2020 le site relai l'information crues produite par le réseau Vigicrues et il est rénové et modernisé.
Ainsi, la vigilance météorologique vise à attirer l'attention sur les neuf phénomènes suivants :
- Vent violent
- Pluie-inondation
- Inondation
- Orages
- Neige-verglas
- Avalanches
- Canicule
- Grand froid
- Vagues-submersion

De manière comparable mais distincte, la météo des forêts indique le niveau prévu de danger feux.

### En France d'outre-mer
Un système de vigilance météorologique est également présent dans une partie de la France d'Outre-mer (Antilles françaises, Guyane, La Réunion, Mayotte, la Nouvelle-Calédonie et la Polynésie française).
Il porte sur les phénomènes suivants :
- vent violent ;
- fortes précipitations ;
- orages ;
- forte houle ;
- cyclone.

Les paramètres « Fortes précipitations » et « Orages » sont combinés sur les cartes des Antilles, de la Guyane et de la Nouvelle-Calédonie.

## Échelle de vigilance
L'échelle de vigilance météorologique française valable en métropole et en outre-mer est graduée en 4 niveaux, chacun d'entre eux étant associé à :
- une couleur représentative, vert, jaune, orange et rouge ;
- un qualificatif de vigilance ;
- une série de consignes / conseils de comportement.

| Niveau | Vigilance                      | Description | Consignes |
| ------ | ------------------------------ | --- | --- |
| Vert   | Pas de vigilance particulière  | — | — |
| Jaune  | Soyez attentif                 | Des phénomènes habituels dans la région mais occasionnellement et localement dangereux (par exemple : mistral, orage d'été, montée des eaux, fortes vagues submergeant le littoral) sont prévus. | Si vous pratiquez des activités sensibles au risque météorologique ou à proximité d'un rivage ou d'un cours d'eau, tenez-vous au courant de l'évolution de la situation. |
| Orange | Soyez très vigilant            | Des phénomènes dangereux sont prévus. | Tenez-vous au courant de l'évolution de la situation et suivez les conseils de sécurité émis par les pouvoirs publics.                                                   |
| Rouge  | Une vigilance absolue s'impose | Des phénomènes dangereux d'intensité exceptionnelle sont prévus. | Tenez-vous régulièrement au courant de l'évolution de la situation et respectez impérativement les consignes de sécurité émises par les pouvoirs publics.                |

En cas de vigilance orange ou rouge, un bulletin de suivi est alors disponible pour suivre l'évolution météo.
En zones tropicales et en cas de phénomène cyclonique imminent, la vigilance "Cyclone" est amenée à être activée. Celle-ci peut comporter jusqu'à deux niveaux de vigilance supplémentaires, violet et gris en plus des 4 autres niveaux existants, selon le territoire visé :
| Vigilance                                          | Description et Consignes |
| -------------------------------------------------- | --- |
| Phase de confinement ou alerte cyclonique maximale | Danger imminent et effets majeurs. |
| Phase de sauvegarde                                | Phénomène s'éloignant, mais des dangers persistent. Fortes pluies, crues, grosse mer et vents violents sont encore possibles. Les secours s'activent, les services réparent. Évitez les déplacements, tenez-vous informés. |

| Niveau                                             | Antilles françaises et Guyane | Nouvelle-Calédonie et Mayotte | La Réunion | Polynésie française |
| Phase de confinement ou alerte cyclonique maximale | Violet                        | Rouge                         | Rouge      | Rouge               |
| Phase de confinement ou alerte cyclonique maximale | Violet                        | Rouge                         | Violet,    | Rouge               |
| Phase de sauvegarde                                | Gris                          | Gris                          | Gris       | Violet              |
| -------------------------------------------------- | ----------------------------- | ----------------------------- | ---------- | ------------------- |

## Fonctionnement

Exemple de carte vigilance de Météo-France (carte du 24 janvier 2009 lors de la Tempête Klaus)

Une carte de France représentant les départements et l'Andorre (qui a passé un contrat avec Météo France depuis septembre 2006) est disponible en permanence sur le site internet de Météo-France et sur l'application mobile pour tablette et ordiphone.
Cette carte vise à attirer l'attention de tous sur des situations qui peuvent être dangereuses dans les 24 heures à venir. Elle signale si un ou plusieurs phénomènes météorologiques menacent un ou plusieurs départements dans les 24 heures : chaque département et la principauté d'Andorre est coloré en vert, jaune, orange ou rouge, selon l'intensité prévue du (ou des) phénomène(s) météorologique(s) et le niveau de vigilance associé au(x) phénomène(s). Cette carte est actualisée au moins deux fois par jour, à 6h et 16h. Si un changement notable intervient, elle peut être actualisée à tout moment.
En cas de phénomène dangereux de forte intensité, la zone concernée apparaît en orange, c'est une vigilance de niveau ORANGE.
En cas de phénomène très dangereux d'intensité exceptionnelle, la zone concernée apparaît cette fois en rouge, c'est une vigilance de niveau ROUGE.
En cas de vigilance de niveau ORANGE ou ROUGE, deux pictogrammes au plus indiquent la nature du (ou des) phénomène(s) météorologique(s) concerné(s). La carte est accompagnée de bulletins de suivi qui sont actualisés aussi souvent que nécessaire. Ces bulletins précisent l'évolution du phénomène, sa trajectoire, son intensité et sa fin, ainsi que les conséquences possibles de ce phénomène et des conseils de comportement définis par les pouvoirs publics. Il existe un bulletin à l'échelle des Centres Météorologiques Inter Régionaux. Ces bulletins font l'objet d'une synthèse à l'échelle nationale par un bulletin éponyme, qui est visible sous la carte.
● Depuis novembre 2007, la vigilance Pluie / Inondation regroupe deux vigilances en réalité distinctes. La vigilance Pluie - Inondation est émise par Météo-France, d'après les quantités de précipitations attendues ou observées. La vigilance Crue (nommée "inondation" dans la carte de Météo France) concerne les cours d'eau pour lesquels l'État assure un suivi de la situation hydrologique, et se base sur les écoulements observés et prévus en fonction des niveaux d'eau initiaux dans les rivières, de leur propagation, des précipitations mesurées et prévues et de l'état de saturation des sols. Elle est assurée par les 19 services de Prévision des Crues (SPC), coordonnés par le Service Central d’Hydrométéorologie et d'Appui à la Prévision des Inondations (SCHAPI) (cf. Vigicrues). Elle est reprise par Météo-France par une correspondance géographique cours d'eau - département, pour une meilleure diffusion de cette information souvent oubliée. Lorsque Vigicrues a un ou plusieurs cours d'eau en vigilance orange (ou rouge), le pictogramme "inondation" sur la carte de Météo-France ne s'affiche qu'en l'absence d'une vigilance au moins orange pour le phénomène pluie-inondation (cf. carte de vigilance du 19 juin 2013 à 16h).
- Dans certains cas particuliers, le pictogramme d'un phénomène en vigilance rouge peut cacher un autre phénomène en vigilance orange. Ce fut par exemple le cas lors de la tempête Klaus en 2009 où certains départements du Sud-Ouest en rouge pour le vent étaient aussi en vigilance orange pour les inondations ou la pluie. Si la carte de vigilance ne permet pas encore d'afficher explicitement les pictogrammes de tous les phénomènes en orange et/ou rouge, l'état de vigilance dès la couleur jaune, phénomène par phénomène météo, est accessible en passant la souris sur un département ou en cliquant dessus.
- Depuis 2004 la vigilance intègre le phénomène de canicule sur la France métropolitaine (Hexagone et en Corse) ; Elle utilise le terme générique de "vague de chaleur" dans les bulletins de suivi. Ceci avertit les autorités et la population :
  - le niveau de Vigilance vert : pas de vigilance particulière,
  - le niveau de Vigilance jaune correspond à un pic de chaleur, soit une exposition de courte durée (1 ou 2 jours) à une chaleur intense,
  - le niveau de Vigilance orange correspond à une canicule, soit une période de chaleur intense pendant au moins 3 jours et 3 nuits consécutifs, susceptible de constituer un risque sanitaire,
  - le niveau de Vigilance rouge correspond à une canicule extrême, exceptionnelle par sa durée, son intensité, son extension géographique, et présente un fort impact sanitaire.
- À partir de novembre 2022 la vigilance est étendue au lendemain au moyen d'une double carte : celle du jour et celle en prévision pour le lendemain[11]. Dans le même temps la localisation est affinée sur 46 zones littorales (quasi doublement) pour vagues-submersion et sur 37 zones montagneuses (quasi triplement) pour avalanches[11].
- Les archives de la vigilance météorologique sont accessibles via les données publiques de 2 sites de Météo-France[12] :
  - jusqu'à fin novembre 2022, depuis le site "Archives Cartes et Bulletins Vigilance"[13] ;
  - à partir de décembre 2022, depuis un serveur de fichier Cloud dédié[14], en sélectionnant d'abord l'année (ou dirnc pour la Nouvelle-Calédonie, ou dirpf pour la Polynésie française), puis le mois, puis le jour, puis l'heure (codifiée UTC).

## Suivi de la pertinence de la procédure
Le dispositif étant encadré par une circulaire interministérielle faisant intervenir le ministère de l’Intérieur qui est chargé de l’alerte et le Ministère de la transition écologique et solidaire (MTES), chargé de la prévention des risques naturels et tutelle de Météo-France, un comité de pilotage se réunit au moins une fois par an sous la présidence conjointe de la Direction générale de la prévention des risques (DGPR) du MTES, de Météo-France (Direction des affaires institutionnelles) et de la Direction Générale de la Sécurité Civile et de la Gestion des Crises (DGSCGC) du Ministère de l’intérieur afin d'examiner le bilan et de décider des améliorations à apporter. C'est, à l'initiative de ce comité qu'a été mis en place, à la suite de la tempête Xynthia, l'aléa vagues-submersion en 2011.

## Historique des déclenchements de la vigilance rouge

### Bilan
Depuis la mise en place de la procédure de vigilance météorologique, le niveau rouge fut déclenché à 76 reprises (au 11 août 2025). La première fois fut pour le département du Gard lors des inondations meurtrières des 8 et 9 septembre 2002. Depuis, le niveau fut aussi atteint pour différents évènements importants comme le passage de la tempête Klaus en janvier 2009 et de la tempête Xynthia en février 2010 pour le phénomène de vent violent. Les vigilances rouges dues à des phénomènes hydrologiques ne sont pas déclenchées directement par Météo-France mais par Vigicrues : la première visible sur la carte de vigilance de Météo France date de la Toussaint 2008 sur l'amont de la Loire ; quant à la première vigilance rouge de Vigicrues, elle date d'octobre 2006 sur le bassin amont de la Meurthe et de la Moselle mais à cette date, la vigilance crue n'était pas intégrée à la vigilance météorologique de Météo-France. Toutefois, lors des inondations d'octobre 2015 dans les Alpes-Maritimes qui ont fait 20 victimes, la vigilance rouge ne s'est pas déclenchée.
Au 12 août 2025 en France métropolitaine, les plus grands nombres de mises de départements en vigilance rouge distinctes sont :
- par département (supérieur à cinq cas) : l'Hérault (dix-sept cas) ; le Gard (seize cas) ; Pyrénées Atlantiques (huit cas) ; Landes, Pas-de-Calais (sept cas); Aude, Gironde, Finistère, Lot-et-Garonne (six cas) ;
- par type d'événement (supérieur à dix cas) : inondation-crue (vingt-sept cas distincts pour vingt-sept départements), pluie-inondation (vingt-deux cas distincts pour douze départements), orages (onze cas pour trois départements) ;
- par année (supérieur à trois cas) : 2014, 2023 (neuf événements) (en 2023 tous au second semestre, dont 5 fois entre le 1 et le 15 novembre), 2024 (huit événements), 2021 (sept événements), 2018, 2020 (six événements), 2019, 2022 (cinq événements) (en 2019 dont les 2 premières vigilances canicule), 2016, 2013 (quatre événements) (en 2013 dont 3 fois sur des phénomènes associés sans précédent : avalanches, neige-verglas et inondation sans phénomène pluvieux remarquable) ;
- par nombre maximal (supérieur à dix) de départements simultanément en vigilance rouge pour le même événement : vingt du 24 au 26 juillet 2019 pour canicule ; dix-neuf du 23 au 24 août 2023 pour canicule ; seize le 1er juillet 2025 et le 12 août 2025 pour canicule ; quinze du 7 au 12 août 2020 et du 17 au 19 juillet 2022 pour canicule ; quatorze du 16 au 19 juin 2022 pour canicule.

Quant aux vigilances rouges les plus longues (supérieures ou égales à 72 h = 3j) continues, on retrouve, par département :
1. Canicule du 7 (16 h) au 12 août 2020 (16 h), soit 120 heures, pour les Yvelines, Paris et sa petite couronne, le Val-d'Oise, Essonne ;
2. Crues du 27 janvier (6 h) au 1er février 2025 (6 h) au moins, soit 120 heures, pour l'Ille-et-Vilaine ;
3. Canicule du 7 (16 h) au 12 août 2020 (6 h), soit 110 heures, pour la Seine-Maritime et l'Eure ;
4. Canicule du 8 (6 h) au 12 août 2020 (16 h), soit 106 heures, pour le Nord, le Pas-de-Calais, la Somme, l'Oise, l'Aisne, la Seine-et-Marne ;
5. Crues du 28 janvier (6 h) au 1er février 2025 (6 h) au moins, soit 96h, pour la Loire-Atlantique et le Morbihan ;
6. Canicule du 21 (16 h) au 25 août 2023 (0 h), soit 80 heures, pour le Rhône et plusieurs autres départements du sud-est de la France ;
7. Crues du 7 (10 h) au 10 février 2014 (10 h), soit 72 heures, pour le Morbihan ;
8. Crues du 9 (6 h) au 12 novembre 2023 (6 h), soit 72 heures, pour le Pas-de-Calais.

### Tableaux
Dans le tableau suivant, pour chaque département cité, chaque épisode n'est identifié que par sa première date.